# Брендель, Франц
Франц Брендель (нем. Karl Franz Brendel; 26 ноября 1811, Штольберг, Гарц — 25 ноября 1868, Лейпциг) — немецкий музыковед и музыкальный критик. Автор термина Новая немецкая школа.

## Биография
Родился 26 ноября 1811 года в Штольберге. Сын Кристиана Фридриха Бренделя, видного германского горного инженера.
Учился в гимназии во Фрайберге. С 1832 году изучал в Лейпцигском университете философию и, одновременно, учился у Фр. Вика игре на фортепиано. Только в 1843 году полностью посвятил себя музыке. 
Известен прежде всего как преемник Роберта Шумана на посту главного редактора «Новой музыкальной газеты» (с 1845 года и до конца жизни); среди прочего опубликовал в газете скандально известную впоследствии (но не слишком замеченную при первой публикации) статью Рихарда Вагнера «Еврейство в музыке» (1850). Выступал как пропагандист творчества Вагнера и Франца Листа, сформулировав идею о «новой немецкой школе», складывающейся вокруг этих двух композиторов. Преподавал историю музыки в Лейпцигской консерватории. Автор книг «Очерк истории музыки» (нем. Grundzüge der Geschichte der Musik, опубликован также польский перевод Владислава Тарновского), «Лист как симфонист» и др. С 1861 г. и до конца жизни президент созданного по инициативе Листа Всегерманского музыкального союза.
В 1844 году в Дрездене женился на пианистке Элизабет (Лысинка) Таутманн (1818–1866).
Умер 25 ноября 1868 года в Лейпциге.